# Powiat Grudziądzki
Der Powiat Grudziądzki ist ein Powiat (Kreis) in der polnischen Woiwodschaft Kujawien-Pommern. Der Powiat hat eine Fläche von 728,39 km², auf der etwa 40.000 Einwohner leben.

## Gemeinden
Der Powiat umfasst sechs Gemeinden, davon zwei Stadt-und-Land-Gemeinden und vier Landgemeinden. Sitz der Verwaltung ist die Stadt Grudziądz, die nicht zum Powiat gehört.

### Stadt-und-Land-Gemeinden
- Łasin (Lessen)
- Radzyń Chełmiński (Rehden)

### Landgemeinden
- Grudziądz (Graudenz)
- Gruta (Grutta)
- Rogóźno (Roggenhausen)
- Świecie nad Osą (Schwetz)